# Antonio Anglés
Antonio Anglés Martins (São Paulo, 25 de julio de 1966) es un criminal español conocido por el asesinato, tortura y violación de tres adolescentes en Valencia (España) en 1992. A día de hoy, continua desaparecido.
Tan solo vivió un año en la ciudad brasileña de São Paulo antes de emigrar hacia España, asentándose en el municipio valenciano de Catarroja. Según sus familiares y conocidos era un delincuente habitual de carácter violento que solía propinar palizas a su propia madre y hermanos. Tenía antecedentes por robo, atraco y tráfico de drogas. Se le conoce por el triple crimen cometido en la localidad valenciana de Alcácer, donde, según la sentencia del juicio, secuestró, torturó, violó y asesinó, junto a su amigo Miguel Ricart a tres jóvenes: Desirée Hernández y Miriam García, de 14 años, y Antonia Gómez, de 15.
Tras encontrar los cuerpos de las adolescentes, un parte médico asociado con su hermano Enrique llevó a la policía hasta su domicilio, pero Anglés escapó por la ventana y se dio a la fuga. Pese a los esfuerzos de la policía española, consiguió huir a Portugal y embarcar en el navío «City of Plymouth» rumbo a Dublín.
Aún cuando lleva desaparecido más de tres décadas, continúa en busca y captura y es conocido en la cultura popular como uno de los peores asesinos de la historia española moderna.

## Antecedentes
Pasó dos años en la cárcel por secuestrar, encadenar y golpear en enero de 1990 a Nuria Pera Mateu, de 20 años, aparentemente por haberle robado a este varios gramos de heroína. La mujer logró salvar la vida gracias a la intervención de uno de los hermanos y de la madre de Anglés. Dándole una oportunidad para su reinserción social, recibió el 5 de marzo de 1992 un permiso penitenciario de seis días que aprovechó para escapar, con lo que no terminó su condena y estuvo a partir de entonces en situación de busca y captura.

## El crimen de Alcácer

### Reconstrucción de los hechos
La noche del 13 de noviembre de 1992 Antonio Anglés, también conocido como «Asukiki» o «Sugar», se encontraba paseando con el Opel Corsa blanco de su amigo Miguel Ricart Tárrega (Catarroja, 1969) y con este mismo. Yendo por la carretera vieron a tres chicas que se encontraban haciendo autostop, con el fin de asistir a una fiesta del Instituto de Picassent que se llevaría a cabo en la discoteca Coolor. Anglés les preguntó si se dirigían hacia la discoteca Coolor y las tres chicas subieron al automóvil.
Al llegar a la discoteca, Anglés le dijo a Ricart que continuase conduciendo. Las niñas empezaron a gritar. Acto seguido, Anglés sacó una pistola Star del calibre 9 mm corto, las golpeó con la culata del arma y posteriormente las ató. El «Rubio», como llamaban a Ricart, condujo el automóvil hacia Catadau. Esta era la zona donde Anglés solía refugiarse cuando lo buscaba la Guardia Civil. Sugirió la caseta medio derruida de La Romana como lugar donde llevar a las chicas. Dos de las niñas fueron violadas tanto por Anglés como por Ricart. Posteriormente deciden atar a las niñas y regresar al pueblo en busca de comida. Al regresar violaron a la tercera niña, para a continuación cavar la fosa y obligarlas a caminar hacia ella. Luego les disparó en la cabeza y las enterró. Recogieron los casquillos del arma de fuego y limpiaron el coche.

### Los días posteriores
A partir de ese momento comenzó una intensa búsqueda para tratar de encontrar a las niñas. El 27 de enero de 1993, después de unas intensas lluvias, la tierra se ablandó y aparecieron los cuerpos. Dos apicultores que cuidaban sus panales, Gabriel Aquino González y José Sala Sala, de 69 y 53 años respectivamente, se toparon con la fosa. La Guardia Civil en la investigación posterior, encontró en la misma: un guante de Ricart, un volante de la Seguridad Social a nombre de Enrique Anglés Martins, hermano de Antonio y cartucho del 9 mm corto sin percutir.
Anglés no estaba en su casa cuando se presentó la Guardia Civil en busca de su hermano Enrique. Comenzó su fuga en la que estuvo escondido durante aproximadamente un mes en algún pueblo de la provincia de Valencia, vivaqueando y acosado por la intensa búsqueda de la Guardia Civil y la Policía. Estuvo a punto de ser capturado en la estación de Villamarchante, pero consiguió escapar al percatarse de la fuerte redada que se hizo. Se dirigió a Benaguacil, donde consiguió escapar nuevamente de la Guardia Civil. Apareció de nuevo su pista unos días después tras secuestrar a punta de pistola un coche en Minglanilla (Cuenca), último lugar de España donde se le vio, aunque las pruebas apuntan a que robó un coche para desplazarse hasta Granja de Iniesta. En marzo de 1993 fue visto de nuevo en Lisboa, identificado por sus tatuajes. A partir de este punto hay dos teorías: la primera dice que allí se embarcó el 18 o 19 de marzo como polizón en el barco City of Plymouth, del que posteriormente se fugó, tras ser descubierto, el 24 de marzo por la mañana cerca de las costas de Irlanda. A partir de ahí se perdió su pista y se cree que pudo morir de frío o ahogado en esas aguas. La segunda teoría simplemente supone que se embarcó en Lisboa con destino a Brasil, su país natal y que consiguió llegar allí y entrar en el país con su pasaporte brasileño, ya que tenía la doble nacionalidad española y brasileña, pero la realidad es que hasta el día de hoy no se sabe nada acerca de su paradero y se encuentra entre los criminales más buscados por la Interpol, que a fecha de 2022 lo seguía considerado vivo. En febrero de 2021, la Audiencia de Valencia reactivó la búsqueda de Anglés, ordenando volver a interrogar al capitán del barco y a un trabajador de una compañía de transportes de Lisboa con el que el prófugo mantuvo una conversación telefónica. Europol y Guardia Civil también reabrieron la búsqueda el 4 de noviembre de 2021, pero fracasó un año más tarde.
Según la ficha de la Guardia Civil, Antonio Anglés Martins nació el 25 de julio de 1966, habla español y portugués, mide 1,75 metros y tiene los ojos azules. Se le acusa de secuestro, violación, asesinato, inhumación ilegal y posesión ilegal de armas.